# Plateau de Leucate
Plateau de Leucate este o arie protejată (sit de importanță comunitară — SCI) din Franța întinsă pe o suprafață de 303 ha, integral pe uscat.

## Localizare
Centrul sitului Plateau de Leucate este situat la coordonatele 42°55′03″N 3°02′59″E / 42.9175°N 3.04972°E.

## Înființare
Situl Plateau de Leucate a fost declarat arie specială de conservare în baza directivei 92/43 din 1992 referitoare la conservarea habitatelor naturale și a faunei și florei sălbatice pentru a proteja un număr necunoscut de specii din flora spontană și fauna sălbatică aflate în arealul zonei.

## Biodiversitate
Situată în ecoregiunea mediteraneană, aria protejată conține 3 habitate naturale: Faleze cu vegetație de Limonium spp. endemic de pe coastele mediteraneene, Dune mobile de-a lungul țărmului cu Ammophila arenaria („dune albe”), Pseudostepă cu ierburi și specii anuale de Thero-Brachypodietea.
La baza desemnării sitului se află un număr nedeclarat de specii protejate.
Pe lângă speciile protejate, pe teritoriul sitului au mai fost identificate 1 specie de păsări.